# Kasseedorf
Kasseedorf település Németországban, Schleswig-Holstein tartományban. Lakosainak száma 1462 fő (2023. december 31.). Kasseedorf Neustadt in Holstein, Schönwalde am Bungsberg és Altenkrempe községekkel határos.

## Népesség
A település népességének változása:
| Lakosok száma | 1216 | 1474 | 1438 | 1457 | 1459 | 1462 |
|               | 1975 | 2017 | 2019 | 2021 | 2022 | 2023 |